# Герб Нової Каховки
Герб Ново́ї Кахо́вки — геральдичний символ міста Нова Каховка Херсонської області, затверджений рішенням виконавчого комітету міської ради № 206 від 25 червня 1968 року. Домінуючі яскраво-червоний і темно-блакитний кольори герба символізують державний прапор УРСР. 
Автор герба — Равич Юрій Вікторович.
(прим: Герб, відповідно до опису,  за кольорами символізує прапор УРСР та включає Червоноармійський шолом (будьонівка) прим: з-за чого це вступає в протиріччя з українськими законами про декомунізацію)

## Опис
Герб має традиційну форму зі співвідношенням сторін 4:5. 
Яскраво-червоне поле з золотим зображенням червоноармійської будьонівки і клинка у верхній половині щита символізує героїчне минуле місцевості, де побудовано місто (бої на Каховському плацдармі). 
Нижня половина щита темно-блакитного кольору зі світло-сірим силуетом греблі ГЕС, символізує річку Дніпро і гідростанцію на ній, що поклала початок будівництва міста. 
Стилізоване золоте зображення зубчатого колеса і грона винограду в нижній частині герба — символ розвинутої промисловості і виноградарства — основ економіки і зростання міста. 
Стилізована хвиля у вигляді двох білих ліній по нижньому зрізу бичків греблі використана як елемент декору.
Домінуючі яскраво-червоний і темно-блакитний кольори герба символізують державний прапор УРСР.